# 王书茂
王书茂（1956年12月—），男，汉族，海南琼海人，中华人民共和国政治人物，海南省琼海市潭门镇潭门村党支部纪检委员、潭门镇海上民兵连副连长，第十三届全国人民代表大会海南地区代表。

## 生平
2018年2月24日，当选为第十三届全国人大代表。
2021年6月29日，获颁七一勋章。